# Affaire Botham Jean

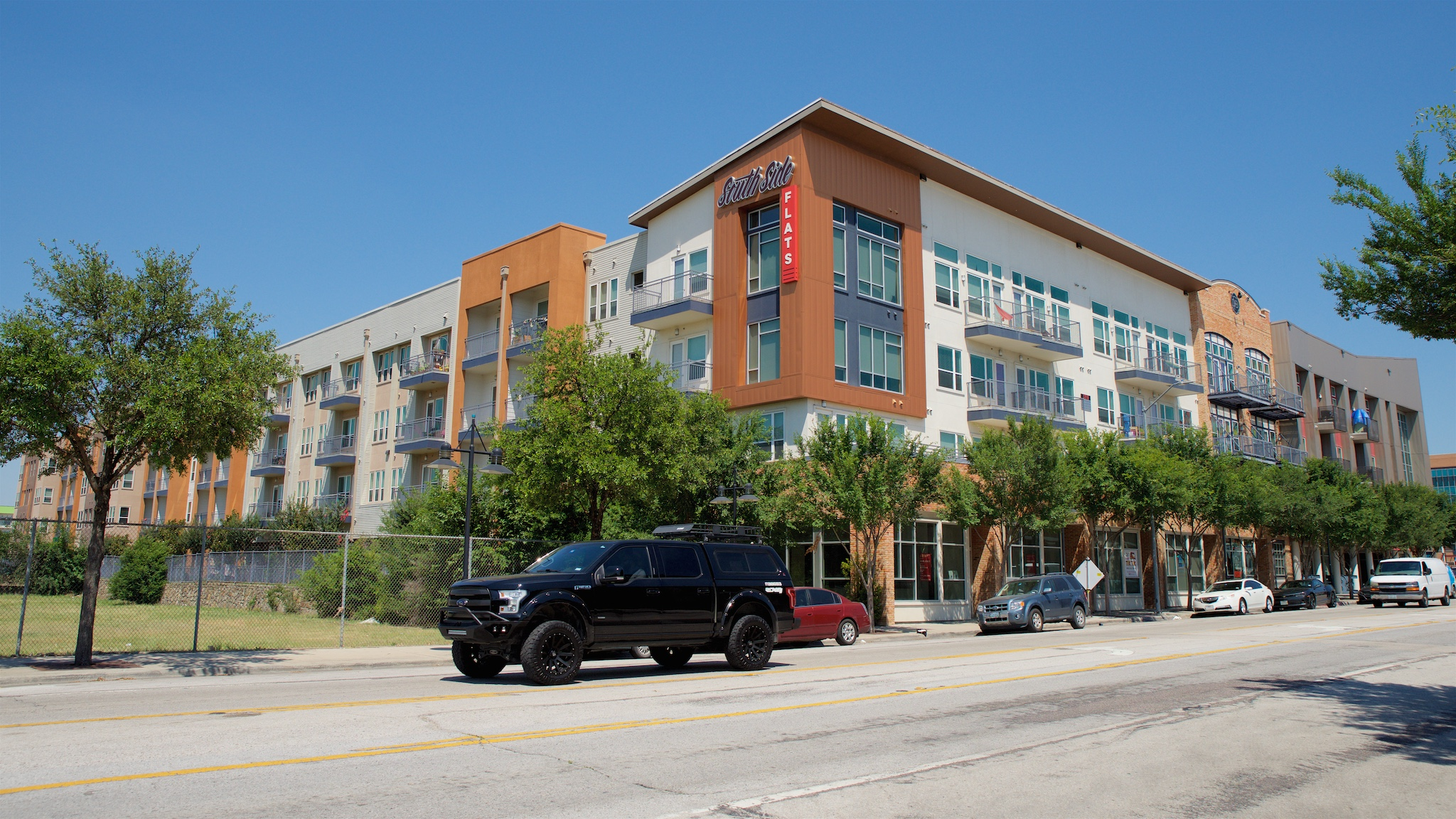
Les appartements South Side Flats à Dallas, au Texas, où la policière hors service Amber Guyger a tué Botham Jean en 2018. L’immeuble photographié ici en juin 2021.

Le 6 septembre 2018, Amber Guyger, policière officier de la patrouille en repos à Dallas, entre dans l'appartement de Botham Jean, 26 ans, à Dallas et l'abat. Selon elle, elle serait entrée dans l'appartement en croyant que c'était le sien, et aurait abattu Jean, croyant qu'il s'agissait d'un cambrioleur. Un an plus tard, Amber Guyger est reconnue coupable de meurtre et condamnée à dix ans de prison.

## Déroulement
L'appartement d'Amber Guyger se trouvait au troisième étage, juste en dessous de l'appartement de Botham Jean, qui se trouvait au quatrième étage, dans un immeuble d'appartements dont les plans d'étage étaient pratiquement identiques à chaque étage.
Le soir du 6 septembre 2018, Amber Guyger, une policière âgée alors de 30 ans, vient de terminer son service et porte encore son uniforme. Elle pénètre alors dans l’appartement de son voisin du dessus, dont la porte n’est pas fermée à clé. Surprise de voir la présence d'une autre personne, elle prétend avoir affaire à un cambrioleur, se saisit de son arme et tire, blessant mortellement Botham Jean, un comptable noir âgé de 26 ans. L'homme mangeait de la glace sur son canapé en regardant la télévision. Conduit dans un hôpital voisin, il meurt des suites de ses blessures.
L'enquête a été confiée aux Texas Rangers, responsables de l'arrestation de Guyger trois jours plus tard. Guyger a été inculpée d'homicide involontaire, un crime au 2e degré au Texas, passible d'une peine de deux à vingt ans d'emprisonnement dans une prison d'État. Le 24 septembre 2018, Guyger a été licenciée de la police après avoir été mise en congé administratif depuis la fusillade.

## Procès
Le 30 novembre 2018, Amber Guyger est inculpée de meurtre par un grand jury du comté de Dallas.
Le 1er octobre 2019, Guyger est reconnue coupable de meurtre. Le jury délibère pendant six heures pour parvenir au verdict: elle a été condamnée à 10 ans de prison. La décision a été confirmée par une cour d'appel en 2021.
Elle est éligible à la libération conditionnelle en septembre 2024 après avoir purgé la moitié de sa peine, bien que la totalité de sa peine s'étende jusqu'en septembre 2029. Amber Guyger s'est vu refuser la libération conditionnelle en octobre 2024. Elle sera à nouveau éligible à la libération en 2026.
Guyger est la première policière de Dallas à avoir été déclarée coupable de meurtre depuis celui de Santos Rodriguez (en) en 1973.